# شهرستان وایت (تنسی)
شهرستان وایت، تنسی (به انگلیسی: White County, Tennessee) یک سکونتگاه مسکونی در ایالات متحده آمریکا است که در تنسی واقع شده‌است.

## خصوصیات
شهرستان وایت ۹۸۳ کیلومترمربع مساحت دارد.